# Pilati

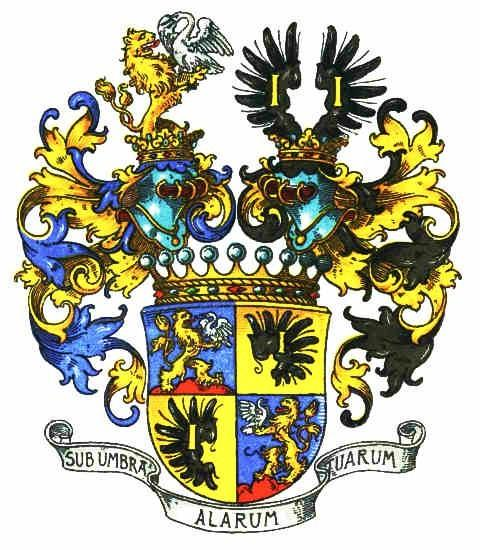
Wappen der Grafen Pilati von Thassul zu Daxberg

Die Pilati, auch de Pilati oder Pilati di Tassullo, waren ein aus Tassullo im Nonstal stammendes katholisches Adelsgeschlecht des Fürstbistums Trient. Es trat ab dem 14. Jahrhundert in Erscheinung und repräsentierte vom frühen 16. bis zum frühen 19. Jahrhundert den Adel der Quattro Ville. Zu den Mitgliedern der Familie gehörten Notare, Bankiers, Richter und Schriftsteller, die sowohl im Habsburger Reich als auch im Fürstbistum Trient dienten.
Herbert H. Schreiber schreibt in seinem Werk Die grafschaftlich-schlesische Siedlungsgemeinschaft im Kapitel 7: Die Entwicklung der Grundherrschaften zum Geschlecht der Pilati: „Die Familie Pilati gehörte zu den vornehmsten, zu den reichsten und vielseitigsten des Fürstentums Trient. Aus ihrem Kreise stammen Mathematiker, Dichter, ein Prätor (von Riva), ein Kapuziner, der im Rufe der Heiligkeit verstarb und ein Reichsritter; ihre verwandtschaftlichen Bindungen reichten bis hinein in den römischen Hochadel.“
Unter den Familien des Nonsberges zeichnet sich die Familie Pilati dadurch aus, dass ihr Adel im Laufe der Jahrhunderte von vier Kaisern des Heiligen Römischen Reichs (Rudolf II., Joseph I., Karl VI. und Franz II.), sowie von vier Fürstbischöfen von Trient (Carlo Emanuele Madruzzo, Sigismondo Alfonso Thun, Francesco Alberti Poja und Giovanni Michele Spaur) bestätigt wurde.
Die bekannteste Linie der Familie, die Grafen Pilati von Thassul zu Daxberg, die Herren von Schlegel in Preußen und Grafen des Heiligen Römischen Reiches waren, lebt bis heute in Österreich, Deutschland und Polen fort.
Die Nachkommen der italienischen Linie (Pilati oder Pilati di Tassullo), zu der auch der Trentiner Jurist und Aufklärer Freiherr Carlantonio Pilati  gehörte, sind bis heute in Trentino-Südtirol (Italien) ansässig.

## Wappen
Das reichsfreiherrliche sowie das gräfliche Wappen sind übereinstimmend, wie folgt:
Blasonierung: "Quadriertes Feld. 1 und 4: in Blau ein einwärts gewendeter doppelgeschweifter goldener Löwe, welcher auf einem roten Dreiberg steht und mit beiden Vorderpranken einen silbernen natürlichen Schwan am Halse erfasst hat; 2 und 3: in Gold ein einwärts gewendeter schwarzer Adlerflügel, der mit einem goldenen Buchstaben "J." (Namenszug des Kaisers Joseph I.) belegt ist. Auf dem Schilde ruht die Freiherrenkrone, auf welcher sich zwei zueinandergekehrte Turnierhelme erheben. Aus der Krone des rechten Helms wächst der goldene Löwe mit dem Schwan nach innen gekehrt; die Krone des linken Helms trägt einen offenen schwarzen Adlerflug, der beiderseits mit einem goldenen J. belegt ist. Die Helmdecken sind des rechten Helms Blau mit Gold, des linken Helms Schwarz mit Gold."
Wahlspruch: „Sub umbra alarum tuarum (protege nos).“, (deutsch: „Unter dem Schatten Deiner Flügel (beschütze uns).“ (Ps 17,8 ))

## Herkunft des Nachnamens
Ein Mitglied der Familie, Gerolamo Pilati, Adliger aus Trient und Podestà von Rovereto zwischen 1563 und 1575, sah keinen Grund, sich für die vermeintliche Abstammung seiner Familie von Pontius Pilatus schämen zu müssen - dem römischen Präfekten unter Kaiser Tiberius, der Jesus Christus verurteilte. Dies berichtet Blainville in einem Brief aus Rovereto vom 9. Februar 1707. Tatsächlich war „Pontius“ der Nomen gentile jener römischen Gens, die ursprünglich aus der Region Samnium stammte und zu unter anderem Gaius Pontius, General der Samniten in Caudium, Lucius Pontius Aquila, einer der Caesarmörder, und Pontius Pilatus, Statthalter von Judäa, gehörten. „Pilatus“ hingegen war lediglich das Cognomen, also der Beiname, der eine bestimmte Familie innerhalb dieser Gens kennzeichnete. Eine Abstammung von Pontius Pilatus ist daher auszuschließen.
Eine Legende zufolge, die 1873 von Graf Massimiliano Pilati an Don Giuseppe Pilati überliefert wurde, stammt die Familie Pilati vom Literaten Leonzio Pilato ab, der als Verbannter aus Thessaloniki nach Italien kam. Der Löwe im Wappen der Pilati soll an seinen Namen erinnern. Heute geht man davon aus, dass Leonzio Pilato um 1300 in Seminara, Kalabrien, geboren wurde. Er war ein Schüler Barlaams und gilt als einer der ersten Förderer des Studiums der griechischen Sprache in Westeuropa sowie als Übersetzer von Homer. In einem berühmten Brief an Boccaccio bezeichnet Petrarca seine Herkunft ausdrücklich als kalabresisch:
(LA) «Leo noster vere Calaber, sed ut ipse vult Thesalus, quasi nobilius sit grecum esse quam italum.»
(DE)«Unser Leonzio ist zwar Kalabreser, doch er selbst nennt sich lieber Thessalier, als wäre es ehrenvoller, ein Grieche statt ein Italiener zu sein.»
(Francesco Petrarca (Sen. III, 6))

## Genealogie der Pilati (di Tassullo)
Der Nachname Pilati, der mit dieser Familie in Verbindung gebracht wird, erscheint erstmals in einem Dokument aus dem Jahr 1275. In einem Verzeichnis der bischöflichen Besitztümer in Dermulo wird ein gewisser Martino erwähnt, der Urgroßvater von Nicolò, genannt „Pilato“, war. Nicolò gilt als Stammvater der Familie Pilati, die sich um 1370 in Tassullo niederließ. Möglicherweise zog er von Dermulo nach Tassullo, weil er eine wohlhabende Frau aus diesem Dorf heiratete. Im Laufe der Zeit erlangte die Familie zunehmend Ansehen und Wohlstand. Ihr soziales Prestige wuchs beträchtlich, sodass die Pilati innerhalb weniger Generationen zu einer der bedeutendsten Familien der Region aufstiegen.
Der erste Angehörige der Familie, der geadelt wurde, war Giovanni Battista 1° Pilati (* 1573) - sein Ur(×4)großvater war der bereits erwähnte Nicolò, Stammvater der Familie. Am 23. Juli 1602 erhielt Giovanni Battista 1° Pilati in Prag von Rudolf II. (HRR) einen Adelsbrief.
Am 13. Februar 1642 erhob der Fürstbischof von Trient, Carlo Emanuele Madruzzo, die Söhne des Giovanni Battista, die Brüder Nicola und Federico Pilati, in den Adelstand und verlieh ihnen ein übertragbares Adelsdiplom. Beide Brüder waren Juristen und standen in Diensten des Fürstbischofs Madruzzo:
- Federico 3° (Nob. Ecc.mo.) Pilati war Berater des Fürstbischofs.

- Nicolò 4° (Nob. Ecc.mo.) Pilati (* 1580 in Tassullo; † 15. Mai 1647 in Mezzocorona) war Vikar des Fürstbischofs für den Nonsberg und Sulzberg. Er heiratete Anna Maria de Manincor von Freieck und Casez-Herrenhausen (* 3. Juli 1611 in Casez; † 18. Januar 1640 in Tassullo) und verband sich so mit einer Familie gleichen Standes. Die Familie de Manincor, eine angesehene Notarsfamilie aus Casez, wurde 1603 in den Adelsstand erhoben.

Unter den Söhnen von Nicolò 4° Pilati ragten besonders hervor:
- der Erstgeborene Giovanni Battista 2° Pilati (* 14. August 1628 in Tassullo; † vor 1683), Jurist und Gesandter in Wien.

- Carlo Pilati (* 1632; † vor 1683), Jurist, der zusammen mit seinen Söhnen in den Kreis der „bischöflichen familiares“ aufgenommen wurde.

- Geronimo Francesco Pilati (* 1630 in Tassullo; † 1695), ebenfalls Jurist; sein Wappen ist im Archiginnasio in Bologna zu sehen.

Im Jahr 1651 ernannte der Fürstbischof von Trient, Carlo Emanuele Madruzzo, Giovanni Battista 2° Pilati zum Gesandten am kaiserlichen Hof in Wien. Da er die lange und anspruchsvolle Mission mit Wissen und Umsicht erfüllte, zählte er fortan mit all seinen Nachkommen zu den edelsten Bürgern von Trient.
Am 7. März 1709 erneuerte Fürstbischof Johannes Michael Spaur auf Veranlassung von Giovanni Battista 2° fünftem Sohn, Joseph Anton Freiherr Pilati von Thassul (Stammvater des deutschen Zweiges der Familie Pilati, Pilati von Thassul, und Ratsherr von Kaiser Joseph I.), rückwirkend den genannten Adel.
Der Adelstitel wurde am 15. Dezember 1670 von Sigmund Alphons von Thun, dem Nachfolger Madruzzos auf dem Bischofsstuhl, an Carlo Pilati, Sohn von Nicolò, bestätigt. Von diesem Zeitpunkt an gehörten die Pilati dem Kreise der bischöflichen Familiares an.
Am 10. Juni 1683 erneuerte Fürstbischof Francesco Alberti di Poja diese Würde gegenüber den Söhnen von Carlo Pilati (Carlo Antonio, Giulio, Federico, Nicolò und Giovanni Battista Pilati): „il dr. Carlo Pilati di Tassullo ed i suoi figli maschi nella cerchia dei "familiares" episcopali, di cui godrà privilegi e libertà, fatti salvi i diritti del tribunale ordinario, a motivo e conferma dello status nobiliare conferito al padre del medesimo dal principe vescovo predecessore Carlo Emanuele con privilegio di data 13 febbraio 1642“.
Dieses „bischöfliche Privileg“ war als Verwaltungsamt im bischöflichen Fürstentum Trient zu verstehen, insbesondere das Amt des bischöflichen Massars. Dieses Amt bildete zusammen mit den Leutnants und Assessoren das Regierungsorgan für die Gebirgshöhen des Nonsbergs und des Sulzbergs. Die Massaren waren nicht nur für die Verwaltung von Steuereinnahmen zuständig, sondern auch mit bedeutenden rechtlichen und politischen Befugnissen ausgestattet. Sie hatten das Recht, in zivil-, straf- und bußgeldrechtlichen Angelegenheiten zu urteilen und trugen so maßgeblich zur Aufrechterhaltung der Ordnung in den jeweiligen Regionen bei. Neben der rechtlichen Zuständigkeit oblag den Massaren auch die Aufgabe, die Durchsetzung des Fürstbischöflichen Regimes vor Ort zu gewährleisten, was sie zu einflussreichen Figuren in der sozialen und politischen Struktur des Fürstentums machte. Besonders bis zum 16. Jahrhundert stammten die Massaren oft aus den angesehensten und einflussreichsten Familien der Region, die ihre Macht durch das Amt weiter festigten. Ihre Autorität erstreckte sich nicht nur auf die Verwaltung von Ressourcen und Steuern, sondern auch auf das Führen von Verhandlungen und die Vermittlung von Konflikten zwischen verschiedenen lokalen Gruppen und dem Fürstbistum. Diese Funktion machte sie zu zentralen Akteuren in der politischen Landschaft Trients, mit einer bedeutenden Rolle in der Festigung der fürstbischöflichen Herrschaft über das Territorium.

### Carlantonio Pilati

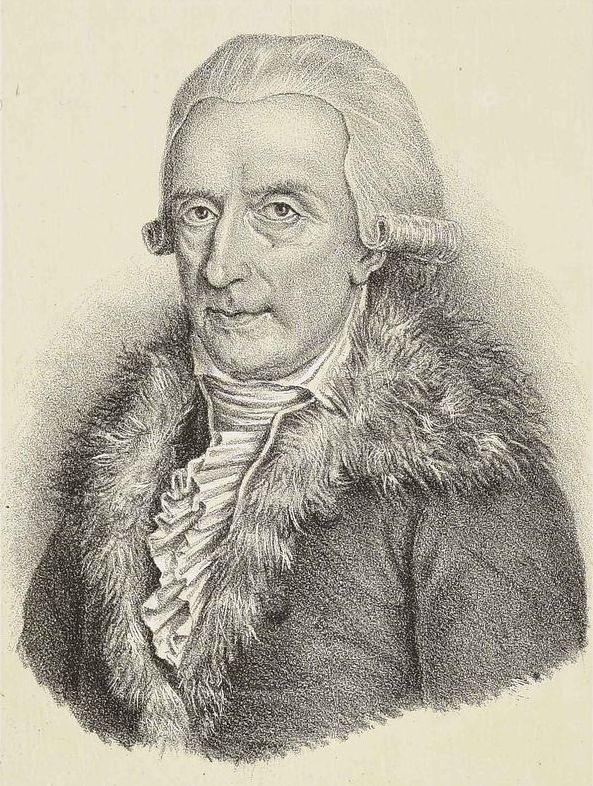
Carlantonio Pilati

Das herausragendste Mitglied der Familie Pilati war Carlantonio Freiherr Pilati de Tassullo (* 1733 in Tassullo; † 1802 ebenda), dessen Urgroßvater der bereits erwähnte Carlo Pilati war. Er war ein vielseitiger Autor, Jurist, Historiker, Reisender, Journalist und Literat. Er war Professor für Rechtswissenschaften an der Universität von Trient und wurde eine prägende Figur in der akademischen Landschaft der Region, insbesondere im Bereich der Rechtswissenschaften. Im Jahr 1801 ernannte General MacDonald ihn zum Präsident des Südtiroler Rats ("Presidente del Consiglio superiore del Tirolo") unter Napoleon Bonaparte. Als Freimaurer gehörte er der Accademia Roveretana degli Agiati an.
Carlantonio Pilati zählt als bedeutender Vertreter der Aufklärung zu den aktivsten Protagonisten der europäischen Kultur des 18. Jahrhunderts. Er stand im Dienst von Friedrich II. von Preußen, Joseph II. und Leopold II. und war zudem Ehrenkammerherr von Christian VII. Als Anhänger von Montesquieu und in Paris als Philosoph tätig, stand er den Ideen Voltaires nahe, der ihn schätzte und in seinen intellektuellen Kreisen willkommen hieß.
Zu den Werken des Pilati zählen:
- L‘esistenza della legge naturale impugnata e sostenuta, Venezia, Antonio Zetta, 1764. (Deutsche Übersetzung: "Bestrittene Wirklichkeit des natürlichen Gesetzes")
- Dissertatio de servitutibus realibus, 1765.
- Raggionamenti intorno alla lege naturale e civile, 1766.
- Di una riforma d‘Italia, ossia, dei mezzi di riformare i più cattivi costumi e le più perniciose leggi d‘Italia, s.n., in Villafranca [Coira] 1767.
- Riflessioni di un Italiano sopra la Chiesa in generale, sopra il Clero si regolare che secolare, sopra i vescovi e i Pontefici romani, e sopra i diritti ecclesiastici de‘ Principi, Borgofrancone Venezia, 1768.
- Ragionamenti sopra la quistione eccitata, se siano da abolire o no i cap. 97 e 114 del L. III De Criminal. nello Statuto trentino, 1769.
- L'istoria dell'Impero Germanico e dell'Italia dai tempi de Carolingi sino alla расе di Westfalia, 1769–72.
- (FR)  Traité des lois civiles, 1774.
- (FR)  Traité du mariage et de sa législation, 1776.
- (FR)  Traité des lois politiques des Romains du temps de la république, 1776.
- (FR)  Voyages en différents pays de l'Europe en 1774–1776, ou lettres écrites de l'Allemagne, de la Suisse, de l'Itlaie, de Sicile, et de Paris, 1777.
- (FR)  L'observateur français à Amsterdam, ou lettres sur la Hollande, écrites en 1778 et 1779, 1780.
- (FR)  Histoire des révolutions arrivées dans le gouvernement, les lois et l'esprit humain après la conversion de Constantin jusqu'à la chute de l'empire d'Occident, 1783.
- Il matrimonio di Fra Giovanni, Comedia, 1783.
- (FR)  Lettres de Berlin sur quelques paradoxes du temps, Berlino, 1784–85.
  - (DE)  Briefe aus Berlin, über verschiedene Paradoxe dieses Zeitalters. An den Verfasser der Briefe aus Wien an einen Freund in Berlin, 1784.
- Per antichi sentieri, Soveria M., Rubbettino, 2010. (Introduzione e traduzione delle lettere XVIII, XXII e XXIII dai "Voyages en differents pays de l'Europe", a cura di Giuseppe F. Macrì.)

## Genealogie der Linie Pilati von Thassul zu Daxberg

### Giuseppe Antonio Freiherr Pilati von Thassul
Die deutsche Linie der Familie, die Grafen Pilati von Thassul und später von Thassul zu Daxberg genannt, gehörte dem Beamtenadel an. Der Stammvater dieser Linie war der fünfte Sohn des Giovanni Battista 2° Pilati, der bereits erwähnte Giuseppe Antonio Freiherr Pilati von Thassul (28. Dezember 1659 – 26. Mai 1733).
Dieser wanderte von seinem Geburtsort Tassullo nach Österreich aus und erwarb im Jahre 1705 die kaiserlichen Vorwerke, einschließlich des Königsvorwerks sowie das Gut Schlegel in Glatz, im heutigen Polen. Er kam auch in den Besitz mehrerer Immobilien in Wien, Weingüter in Niederösterreich und hatte außerdem große Besitzungen in Tirol und Italien. Kaiser Joseph I. von Habsburg beauftragte ihn, in Glatz ein neues Schloss zu errichten und die dort liegende Festung auszubauen.
Aufgrund seiner guten Beziehungen zum Kaiser wurde Giuseppe Antonio Pilati Vizeadministrator der vier schlesischen Fürstentümer Brieg, Ohlau, Liegnitz und Jägerndorf. Sein Gönner machte ihn zu seinem ständigen Diener und Begleiter – und auch Geldgeber für die Mobilmachung von Regimentern.
Im Jahr 1705 wurde er von Kaiser Joseph I. in den alten Ritterstand der österreichischen Erblande aufgenommen, und am 19. Juni 1707 erwarben er und seine Brüder Giulio und Giovanni Battista Pilati den Freiherrenstand von Ungarn, wodurch alle drei Brüder den Titel Ritter Pilati von Thassul erhielten.
Am 9. August 1710 verlieh ihm der Kaiser außerdem die erbländisch-österreichische Reichsfreiherrenwürde mit Prädikat „von Thassul“ und erkannte ihm die Herrschaften Schlegel und Königshein in der bis 1763 böhmischen Grafschaft Glatz, die ihm vom Freiherrn von Morgante abgetreten worden waren. Diese Würde wurde ihm in Anerkennung der während seiner fast dreißigjährigen Dienstzeit dem Kaiserhause bewiesenen Treue und Anhänglichkeit als kaiserlicher Hofkammerrat und geheimer Kammer-Zahlmeister verliehen.
Alle Adelstitel, die ihm von Kaiser Joseph I. von Habsburg verliehen wurden, wurden von dessen Nachfolger Karl VI. von Habsburg bestätigt.
Giuseppe Antonio Freiherr Pilati von Thassul war außerdem ein Ritter des spanischen Santiago-Ordens.
Er hatte zwei Ehefrauen:
- Benigna Theresia Wagele von Walsegg (Wien, 1667 – 3. November 1699), aus der hervorgegangen ist
  - Johann Baptist 1° Anton von Pilati (17. November 1689 – 28. Dezember 1756)

- Johanna Maximiliane Therese Eillers (Wien, 1687 – Wien, 27. Juli 1739), mit der er folgende Kinder hatte
  - Joseph Anton Johann Freiherr Pilati von Thassul (1. Oktober 1701 – 3. Juli 1759)
  - Leopold Pilati (22. Februar 1705 – 1755), der sich einer kirchlichen Laufbahn widmete

Johann Baptist 1° Anton von Pilati erwarb mit 35 Jahren die Güter seines Vaters in der Grafschaft (Schlegel, Hassitz, Königshain, Roschitz). Auch er war bei der feierlichen Huldigungsszene des Adels der Grafschaft zu Ehren des neuen Landesherrn Friedrich des Großen in Glatz anwesend, un dieser ernannte ihn zum Wirklichen Kammerherrn und bedachte ihn mit einer jährlichen Pension von 1500 Gulden.
Die Leistungen des Grundherren für die Kirche waren besonders hervorgehoben. Er spendete Glocken, finanzierte Altäre, Bilder und Schnitzereien und kümmerte sich um qualifizierte Besetzungen der Pfarrstellen. Mitten in seiner schöpferischen Arbeit brach erneut der Siebenjährige Krieg aus, den er nicht überleben sollte. Der Freiherr starb mit 67 Jahren am 28. Dezember 1756 und wurde in der Pfarrkirche zu Schlegel beigesetzt.
Das Erbe, bestehend aus der Herrschaft und dem gesamten Anwesen der Pilati, ging dann um 1755 auf seinen Halbbruder Joseph Anton Johann Freiherr Pilati von Thassul über. Seine Heirat mit einer angenommenen Tochter des Barons von Mannstorff brachte ihm einen Vermögenszuwachs von vier Herrschaften in Oberösterreich (Dachsberg, Gallham, Licheneck, Rüfling) als Leibgedinge ein. Aufgrund dieser zerstreuten Besitzverteilung war der Baron kaum auf seinen schlesischen Gütern zu finden und taucht deswegen auch kaum in deren Urkunden auf. Verwalterin des Pilatischen Besitzes wurde hier seine Schwägerin Jeanette Freiin von Pilati, Gattin des verstorbenen Johann Baptist.
Joseph Anton Johann Freiherr Pilati von Thassul hatte zwei Söhne
- Franz Freiherr Pilati von Thassul zu Daxberg (1746 – 16. Oktober 1805), österreichischer General

- Johann Baptist 2° Maria Joseph Graf Pilati von Thassul zu Daxberg (Wien, 13. Juli 1748 – Wien, 11. Dezember 1821)

Der Erstgeborene, Franz Freiherr Pilati von Thassul zu Daxberg, trat am 4. September 1764 in die Militärakademie von Wiener Neustadt ein. Als Unterleutnant im Jahr 1768 diente er im Kavallerieregiment Nr. 1 der kaiserlichen Armee. Im Oktober 1792 nahm er an der Belagerung von Speyer teil, die heftig zwischen den kaiserlichen und den französischen Truppen umkämpft wurde, und hatte unter seinem Kommando Leutnant Giuseppe Lechi, der später General unter Napoleon Bonaparte wurde.
Im Jahr 1796 führte er als Oberst das Kavallerieregiment Nr. 1 in Radkersburg. 1799 wurde er zum Generalmajor befördert und übernahm das Kommando über die in Szegedin (Ungarn) stationierte Kavalleriebrigade.
Im Mai 1800 wurde er nach Italien beordert, um unter dem Befehl von General Graf G. Palffy dem französischen Vormarsch Napoleons in Piemont entgegenzuwirken. Am 26. Mai nahm er an der Schlacht an der Brücke über den Chiusella-Bach bei Romano Canavese teil, wo General Palffy im Kampf fiel. Zwei Tage später, am 28. Mai, traf er in der Division von General Karl von Hadik-Futak erneut auf die französische Vorhut am Orco-Fluss in der Nähe von Foglizzo.
Am 14. Juni 1800 kämpfte er in der Schlacht von Marengo. Gegen Mittag wurde die "Brigade Pilati", bestehend aus drei Schwadronen des Dragoner-Regiments Nr. 1 mit 399 Mann und sechs Schwadronen des Dragoner-Regiments Nr. 4 mit 1.053 Mann, von der Kavallerie des französischen Generals François-Étienne Kellermann angegriffen, während sie sich in einer ungünstigen Position im Angriff befand und den Fontanone-Bach durchquerte. Nach heftigem Kampf wurde die Brigade zum Rückzug gezwungen. Der Schlachtverlauf blieb jedoch zunächst zugunsten der Österreicher, bis das unerwartete Eingreifen des französischen Generals Louis Charles Antoine Desaix die Österreicher in die Flucht schlug. Am Abend versuchten die Überreste der Brigade Pilati in dem Dorf Marengo einen letzten Widerstand zu leisten, wurden jedoch aufgerieben. Im Jahr 1805 war er Teil der "Donauarmee". Er wurde in einem Gefecht bei Rennstedten verwundet und erlag am 16. Oktober 1805 seinen Verletzungen während des Feldzugs von Ulm im Dritten Koalitionskrieg.
Er war Ritter des Roten Adlerordens.
Der Zweitgeborene, Johann Baptist 2° Maria Joseph Graf Pilati von Thassul zu Daxberg, widmete sich einer Karriere als Reichsbeamter.
Im Jahr 1795 verlieh ihm Kaiser Franz II. die Grafenwürde mit dem erweiterten Prädikat „von Thassul zu Daxberg“.
Als „Seiner kaiserlichen Majestät, Landrat im Herzogtums Österreich ob der Enns (Oberösterreich)“ und aufgrund vielfältiger Verpflichtungen aus Ehrenämtern hatte Graf Pilati wenig Zeit zur Vorsorge um seinen schlesischen Besitz. Deswegen versuchte er einen zahlungskräftigen Pächter zu finden, überlegte es sich jedoch anders, als der Bergbau sich vielversprechend entwickelte.
1795 zeichnet er bereits als „des Heiligen römischen Reiches Graf Pilati von Thassul“ und als solcher banden ihn die Amtsgeschäfte noch mehr ins Oberösterreichische, so dass die Verwalter der schlesischen Güter ihm die "Rentmanuale" zusenden mussten.
Er war es, der den anderen Zweig der Familie, den Trentiner Zweig, das Maso Pilati in Tassullo an Bartolomeo Paolo Pilati, seinen Cousin vierten Grades und Nachkomme des oben erwähnten Carlo Pilati (1632 - vor 1683), verkaufte.
Graf Oskar (* 1817), Enkelsohn des Johann Baptist 2° Pilati, war Erbherr der Herrschaft Schlegel im preußischen Landkreis Neurode und unvermählt. Sein Bruder Maximilian (* 1819) hatte seinen Adel niedergelegt. Ein Sohn dieses Maximilian, Eustachius Pilati (* 1870) ist der Verfasser des 1904 erschienenen Benimm- und Anstandbuches Etikette-Plaudereien.
Edmund Johann Niemela aus Ratibor diente als königlich-preußischer Hauptmann im Ersten Weltkrieg zuerst im Infanterie-Regiment König Wilhelm I. (6. Württembergisches) Nr. 124, später dann im Infanterie-Regiment Nr. 183, war zuletzt infolge der Verkleinerung des Heeres durch den Versailler Vertrag als Hauptmann außer Diensten entlassen worden. Bald darauf wurde er vom Schriftsteller Eustachius Graf Pilati von Thassul zu Daxberg adoptiert und durfte als 36-Jähriger gemäß Ermächtigung des Preußischen Justizministeriums von Ende November 1920 ausnahmsweise nicht nur den Namen des 60-jährigen Adoptivvaters annehmen, sondern auch seinen eigenen Namen als „Graf Pilati von Thassul zu Daxberg-Niemela“ anfügen. Schon zu Silvester 1920 erhielt er auf eigenen Antrag die Ermächtigung zur Führung des vereinfachten Namens „Graf von Thassul zu Daxberg“.
Eine zweite Adoption durch Eustachius Graf Pilati von Thassul zu Daxberg, die der Lehrerin Klementine Niemela aus Beuthen, wurde spätestens 1936 wegen fehlenden Kindschaftsverhältnisses für nichtig erklärt.

## Besitzungen
Der Palazzo Pilati in Tassullo war bis zur Auflösung der Gemeinde 2015 Sitz des Rathauses. Im frühen 18. Jahrhundert besaß die Familie Schloss Ebreichsdorf in Niederösterreich. Der Familie gehörte von 1775 bis 1827 das (teil-)namensgebende Schloss Dachsberg in (Prambachkirchen/Oberösterreich), heute befindet sich dort ein vom Salesianer-Orden betriebenes Gymnasium.
Durch Erbschaft von den Fürsten Khevenhüller befinden sich seit dem 20. Jahrhundert das niederösterreichische Schloss Riegersburg und die nahegelegene Burg Hardegg im Besitz der Grafen Pilati. Schloss Riegersburg, oder wie es heute genannt wird, Schloss Ruegers, wurde Ende 2021 verkauft und gehört somit nicht mehr den Nachkommen der Grafen Pilati.

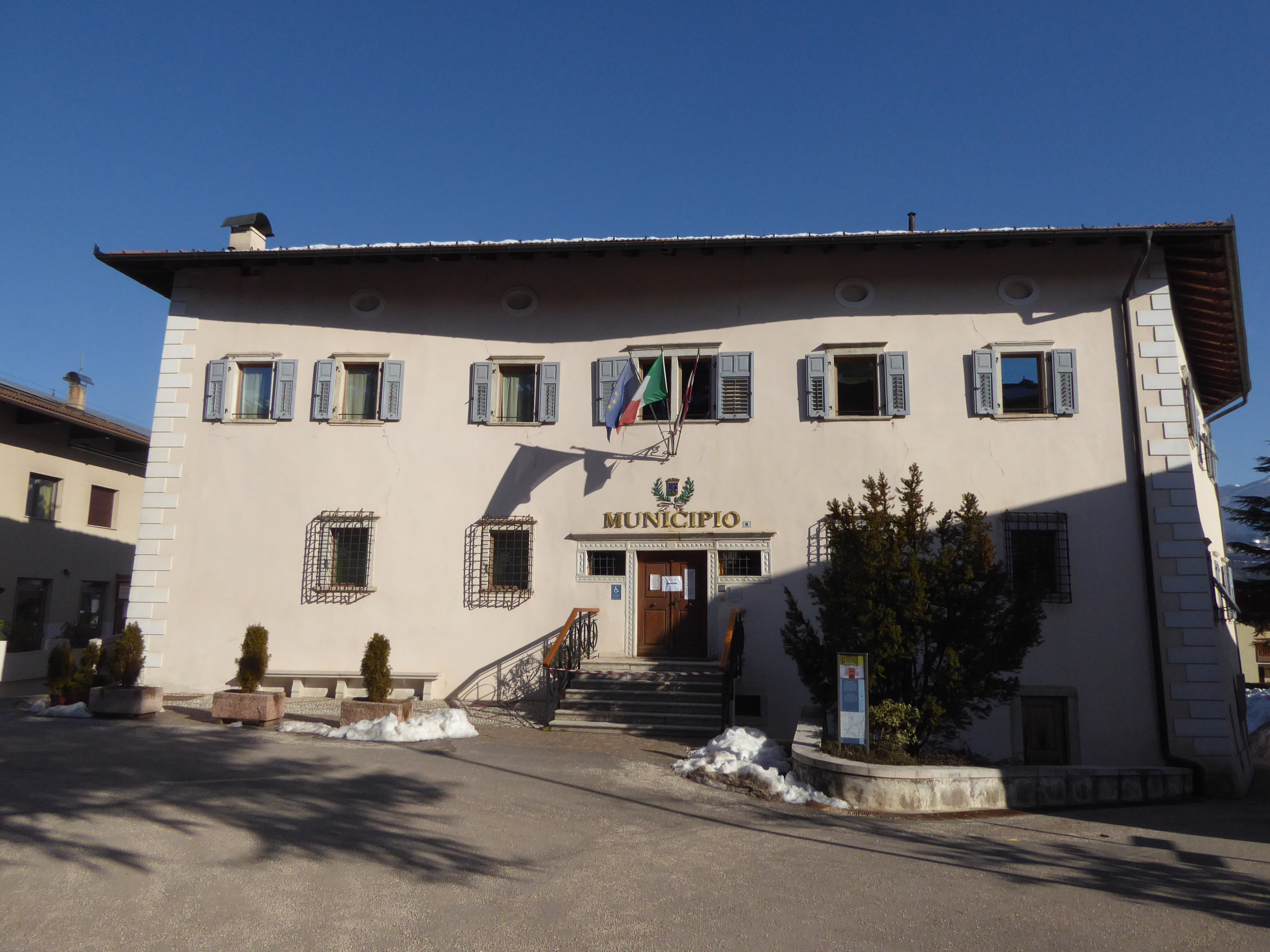
Palazzo Pilati in Tassullo
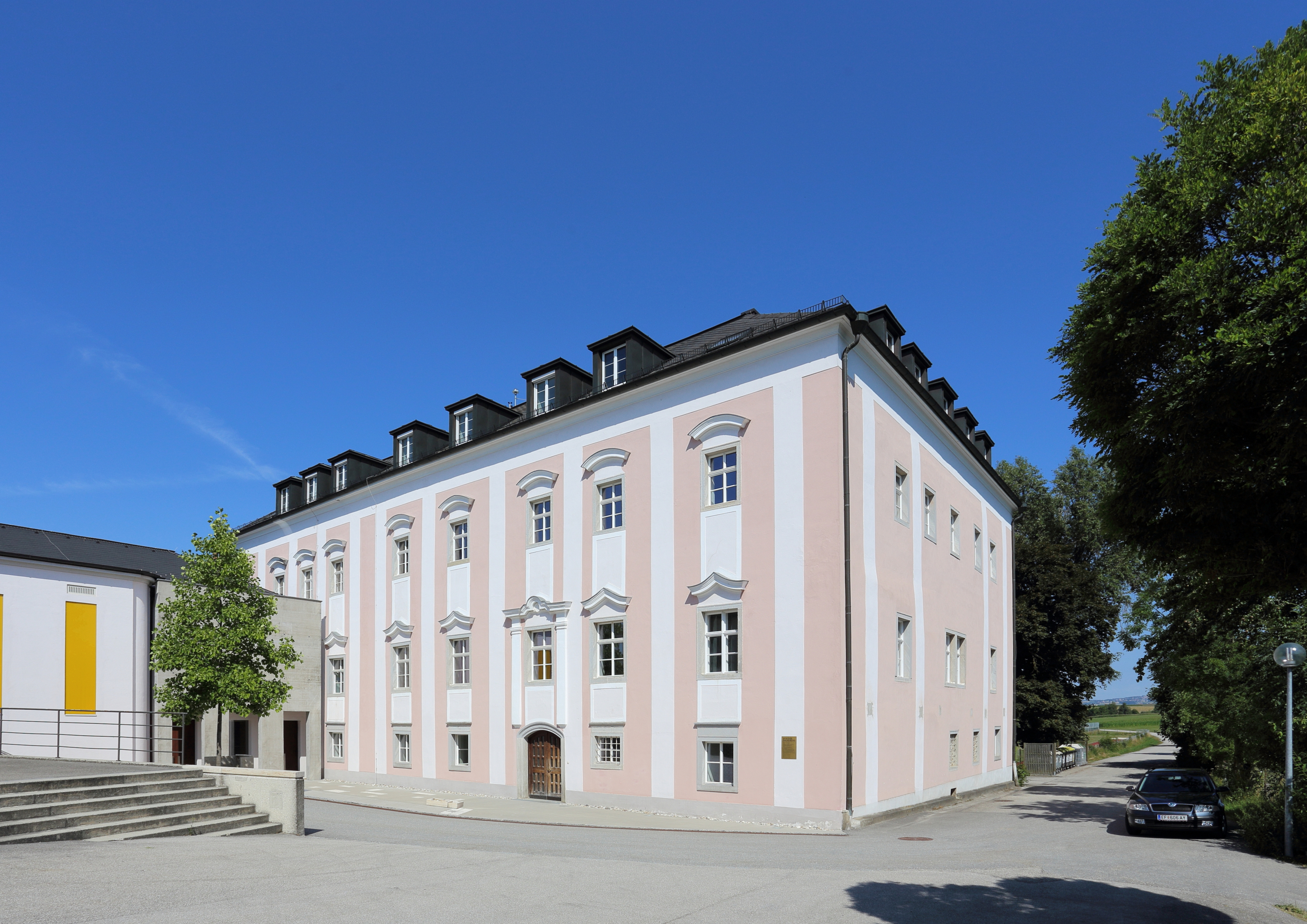
Schloss Dachsberg, dient seit 1921 als Schulgebäude
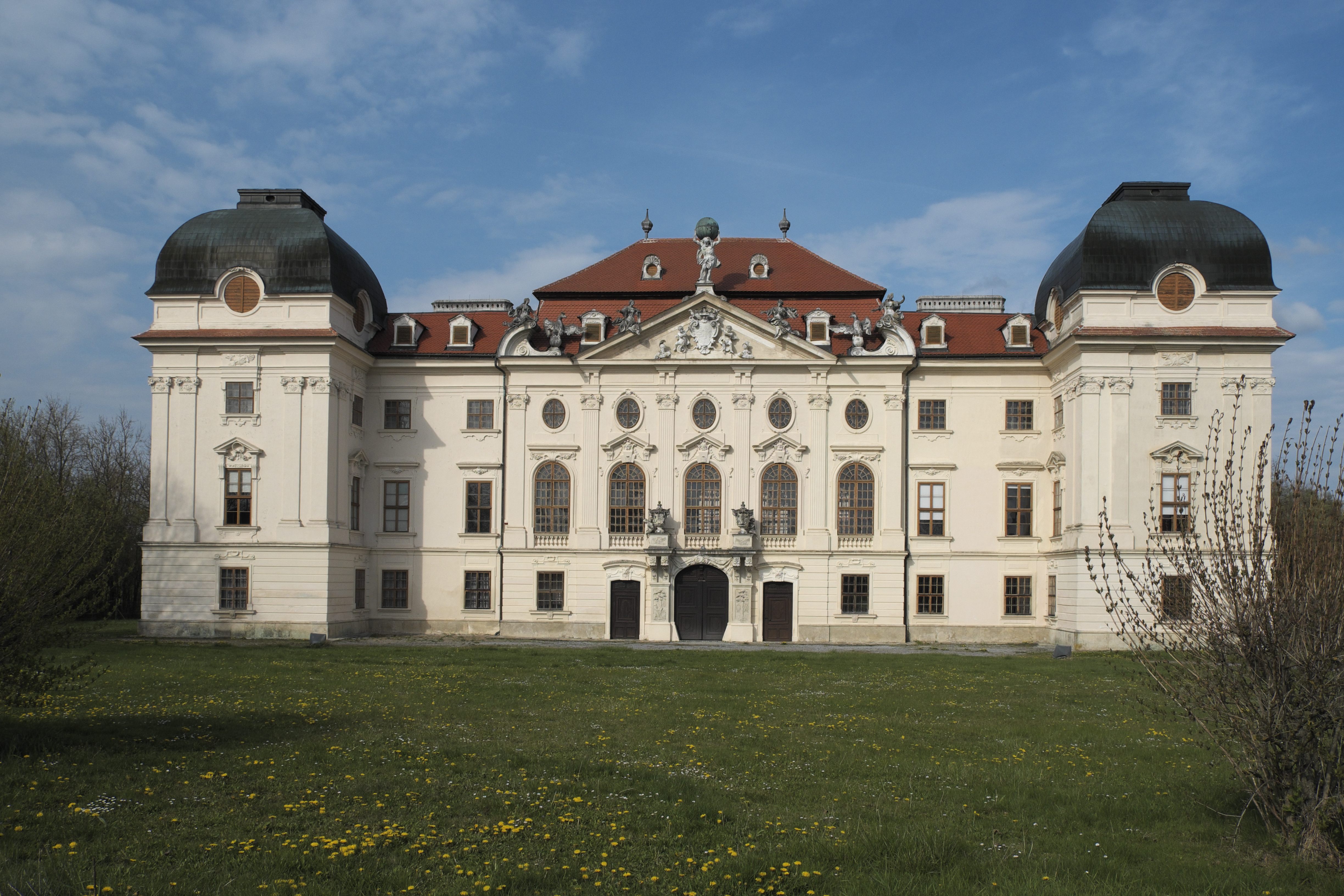
Schloss Riegersburg (jetzt Schloss Rügers genannt)
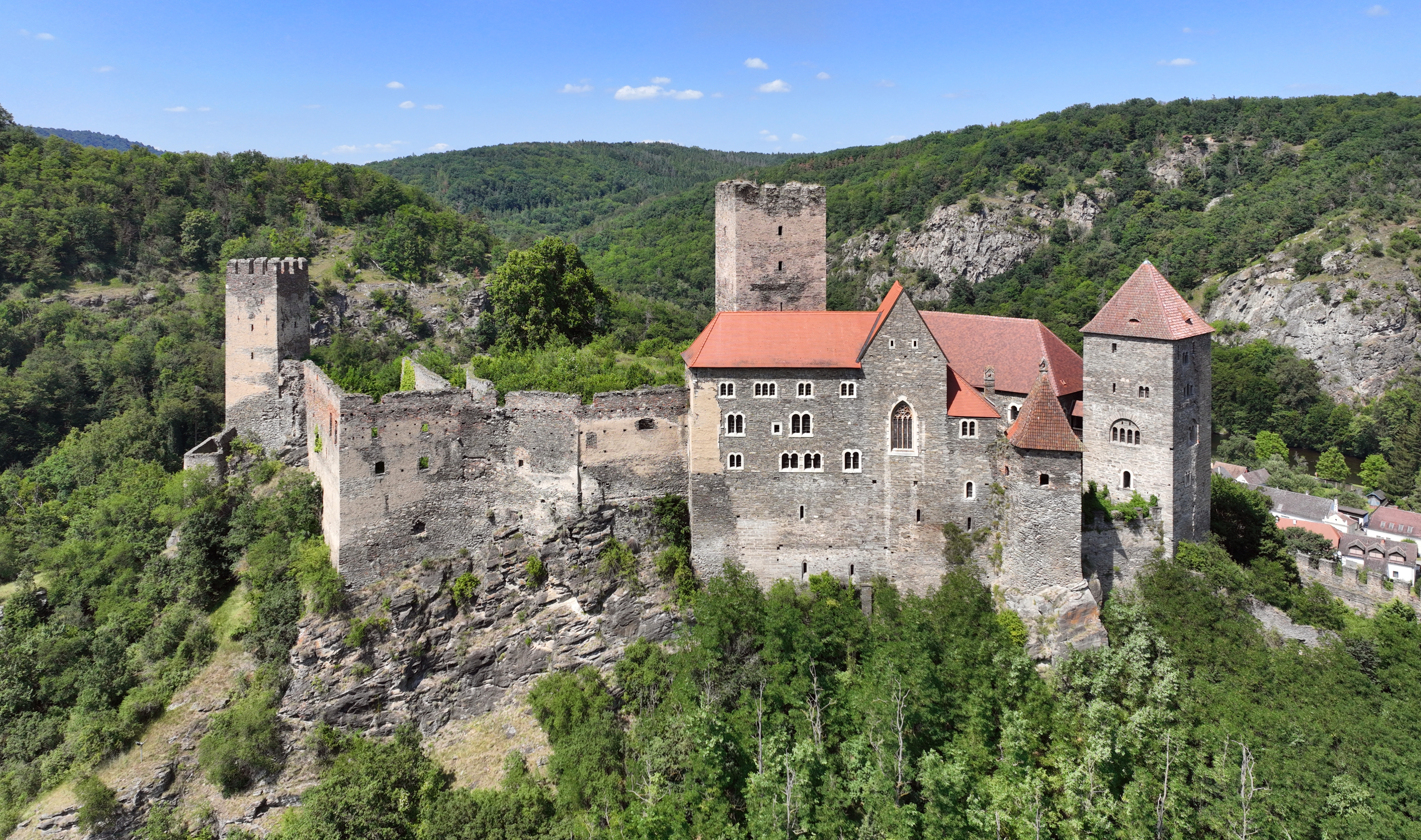
Burg Hardegg
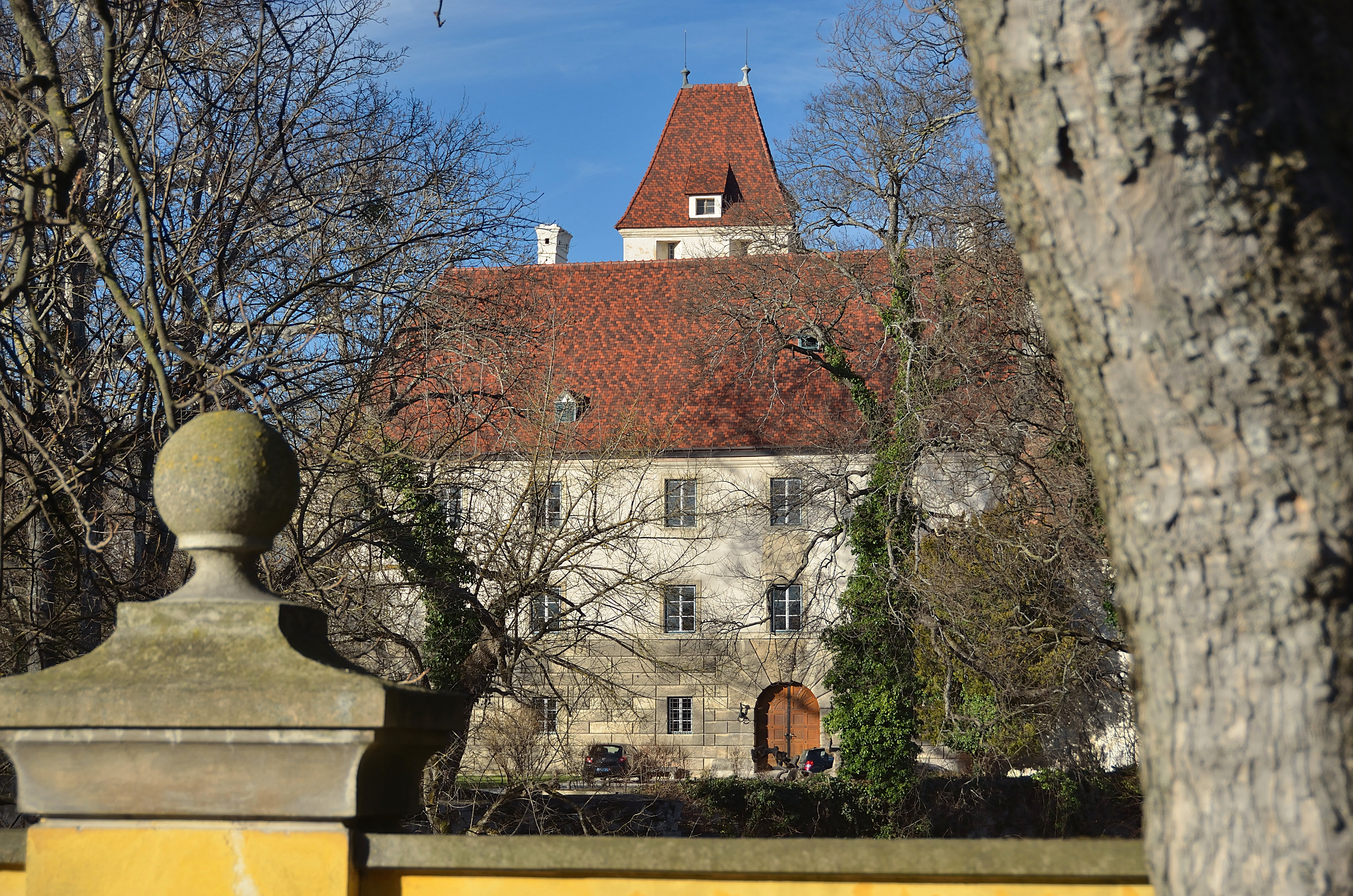
Schloss Ebreichsdorf in Niederösterreich